# Mardaiti
I Mardaiti (in arabo: المردة, in greco: Μαρδαΐται) erano un insieme di gruppi tribali di fede cristiana che abitavano le zone montuose dell'Anatolia meridionale, dell'Isauria, della Siria e del monte Libano. Le loro origini sono sconosciute, ma si suppone che possano essere di origine armena, greca o persiana. Professavano il monofisismo o il monotelismo.

## Storia
Secondo alcuni storici, dopo la conquista delle provincie orientali dell'Impero bizantino da parte del Califfato, i Mardaiti ottennero di potersi stabilire nelle montagne del Libano. Il Califfato li impiegò come milizie di frontiera, ma queste popolazioni non disdegnarono di intraprendere a più riprese azioni di guerriglia e disturbo contro le forze arabe, incoraggiati in questo dai Bizantini. Nel 677 una spedizione mardaita giunse a colpire la stessa Gerusalemme. Nel 690 ca. in seguito ad accordi tra l'Impero bizantino e gli Arabi molti di loro vennero trasferiti per volontà di Giustiniano II in province spopolate dell'Impero, in Asia minore, in Epiro e nel Peloponneso. Molti di essi entrarono nei ranghi della marina bizantina. Coloro che erano rimasti in Libano furono dispersi in Siria dopo che la loro fortezza principale venne presa da Maslama ibn Abd al-Malik nel 708. Alcuni di essi entrarono nel suo esercito.